# Патрик III, граф Данбар
Патрик III (англ. Patrick III, Earl of Dunbar; ок. 1213 — 24 августа 1289) — крупный англо-шотландский магнат XIII века, 7-й граф Данбар (1249—1289), правитель феодального баронства Данбар и одноименного замка в Восточном Лотиане.

## Происхождение
Представитель шотландского клана Данбар. Единственный сын и наследник Патрика II, графа Данбара (1232—1249), внук Патрика I, графа Данбара (1182—1232), правнук Вальтеофа, графа Данбара (1166—1182), потомка Госпатрика I, графа Нортумбрии. Его преемники управляли пограничной маркой на границе с Англией, но титул графа Марча получил в 1290 году его сын Патрик IV, граф Данбар.

## Карьера
После смерти в 1249 году своего отца, Патрика II, участника Восьмого крестового похода, 35-летний Патрик III унаследовал графство Данбар в Южной Шотландии и земли в Северной Англии. В том же 1249 году Патрик III, граф Данбар, принес оммаж за свои владения в Англии королю Генриху III Плантагенету. Граф Данбар был членом проанглийской фракции, которая выступала против клана Коминов, но в 1255 году он и его соратники добились отстранения от власти Коминов и их фракции. В том же 1255 году граф Данбар был назначен одним из регентов и хранителей королевства во время малолетства юного короля Александра III. В 1258 году к власти в королевстве вернулась фракция Коминов, и граф Данбар был исключен из правительства.
В 1263 году граф Данбар основал монастырь кармелитов или белых монахов в своей резиденции — Данбаре. В битве при Ларгсе в 1263 году Патрик III, граф Данбар, левым флангом шотландской армии. В 1266 году, когда король Норвегии Магнус VI уступил остров Мэн и Гебридские острова королю Шотландии Александру III, граф Патрик был свидетелем подписания Пертского договора между Шотландией и Норвегией.
Патрик, граф Данбар, был вторым в списке тринадцати графов, которые подписали брачный контракт принцессы Маргариты Шотландской и короля Норвегии Эйрика Магнуссона в 1281 году. В 1284 году граф Данбар принял участие в парламенте в Сконе, где наследницей шотландского престола была объявлена принцесса Маргарет Норвежская Дева (1283—1290).
24 августа 1289 года граф Данбар скончался в Уиттингеме и был похоронен в Данбаре (Ист-Лотиан).

## Семья
До 1240 года Патрик де Данбар женился на Сесилии, дочери Джона Фицроберта (ок. 1190—1240), лорда Уоркуэрта в Нортумберленде. Во второй раз он женился на Кристиане, дочери Роберта де Брюса, 5-го лорда Аннандейла (ок. 1215—1295) . У супругов было пять детей:
- Патрик IV (1242—1308), граф Данбар и Марч, старший сын и преемник отца[9]
- Сэр Джон де Данбар, рыцарь[10]
- Сэр Александр де Данбар, рыцарь[11]
- Агнес де Данбар, жена Кристелла де Сетона из Джедборо Фореста (ум. ок. 1300)[12]
- Сесилия де Данбар, жена сэра Джеймса Стюарта, 5-го лорда-стюарда Шотландии (ок. 1243—1309)[13][14].